# 石川雅恵

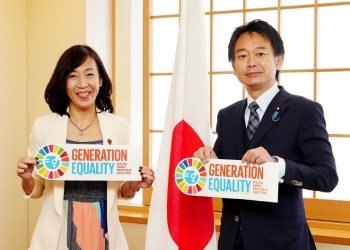
外務大臣政務官の上杉謙太郎(当時)を訪問する石川（左）。2022年3月撮影。

石川 雅恵（いしかわ かえ）は、国際公務員。国際連合児童基金コンサルタント、国際連合人口基金資金調達官を経て、UNウィメン日本事務所所長。

## 人物・経歴
兵庫県神戸市生まれ。兵庫県立神戸高等学校を経て、関西学院大学社会学部卒業。オレゴン大学国際学部卒業。神戸大学大学院国際協力研究科国際法専攻修士課程修了、法学修士。神戸大学大学院国際協力研究科国際法専攻博士課程中退後、1998年外務省国際連合日本政府代表部専門調査員に就任。国際連合児童基金本部コンサルタント、国際連合人口基金広報渉外局資金調達官を経て、2017年からUNウィメン日本事務所所長を務め、発展途上国事業への財政支援や、ジェンダー平等に関する施策を進めた。